# Janira Hopffer Almada

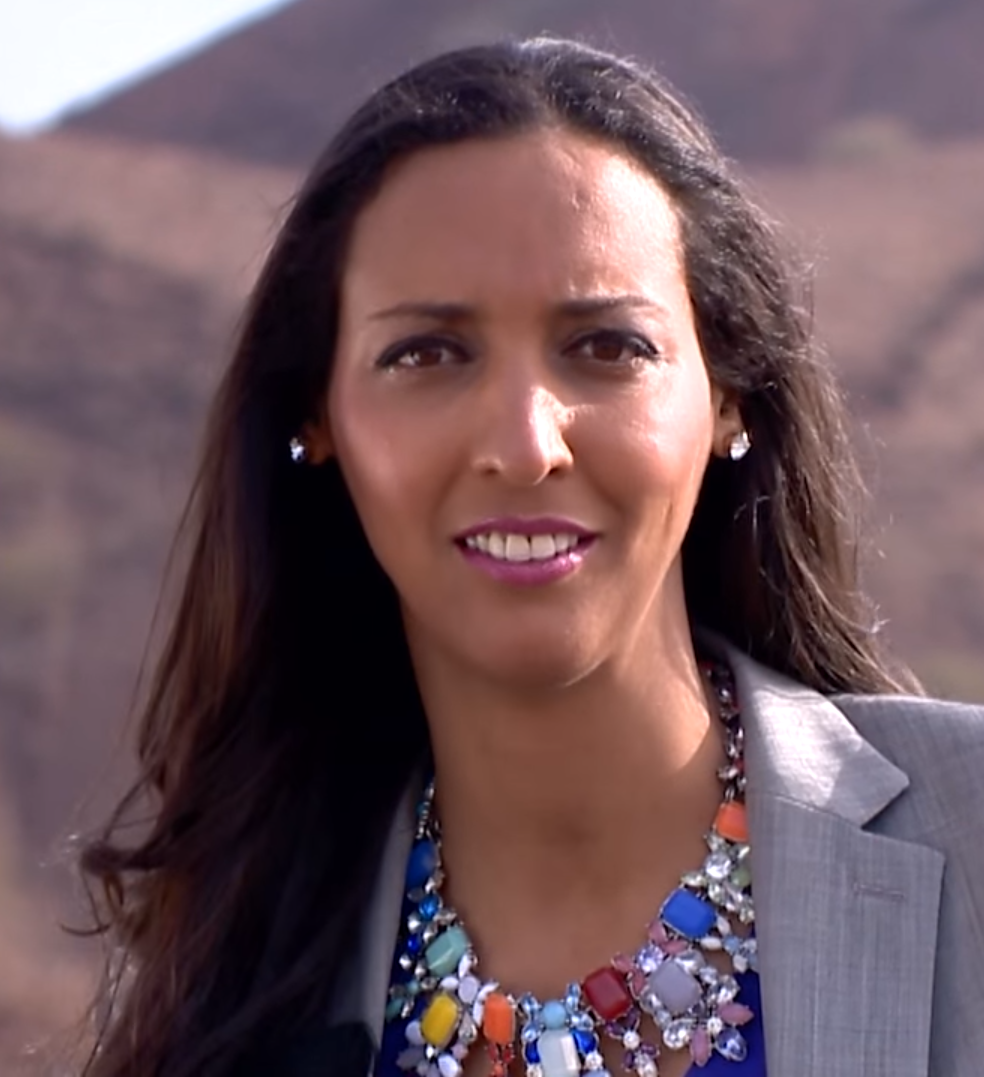
Ảnh chân dung của cô vào năm 2015

Janira Isabel Fonseca Hopffer Almada (sinh ngày 27 tháng 9 năm 1978) là chính trị gia Cabo Verde, nhà lãnh đạo Đảng Châu Phi vì Độc lập Cabo Verde (PAICV) từ 2014 đến 2016.

## Tiểu sử
Almada sinh ngày 27 tháng 9 năm 1978 tại Praia, Santiago Island. Cha cô là luật sư và Bộ trưởng Tư pháp PAICV David Hopffer Almada. Bà có bằng luật và bằng tốt nghiệp kinh doanh tại Đại học Coimbra, Bồ Đào Nha.

## Sự nghiệp
Almada là luật sư và làm cộng tác viên tại công ty của cha mình, D. Hopffer Almada và cộng sự. Bà là thành viên của Hiệp hội luật sư Cabo Verde và là giảng viên Đại học Jean Piaget, Cabo Verde từ năm 2003 đến năm 2006
Almada là Đại diện thành phố trong cuộc bầu cử thành phố năm 2008 và được bầu vào quốc hội năm 2011. Bà trở thành Bộ trưởng Bộ Thanh niên, Việc làm và Phát triển Nguồn nhân lực Cabo Verde.
Almada đã được bầu làm lãnh đạo của đảng PAICV vào ngày 14 tháng 12 năm 2014 với số phiếu bbầuu đạt 51,24%. Bà kế nhiệm ông Jose Maria Neves, và trở thành người trẻ nhất của đảng, đồng thời là nữ lãnh đạo đầu tiên. Bà đã lãnh đạo đảng tham gia cuộc bầu cử năm 2016 nhưng đã từ chức sau khi đảng Phong trào Dân chủ (MpD) giành chiến thắng sát nút.
Vào tháng 8 năm 2016, Almada được mời tham dự đại hội do đảng MPLA (Phong trào giải phóng Angola) tổ chức. Đảng MPLA và PAICV đều chống chủ nghĩa thực dân và giành độc lập. Tham gia cuộc họp bao gồm đảng PAICV, đảng MPLA và đảng Xã hội Bồ Đào Nha (PS) (do Carlos César lãnh đạo) và một số tổ chức khác.